# Music Has the Right to Children
Music Has the Right to Children är ett studioalbum från 1998 av den skotska musikduon Boards of Canada. Det utgavs av Warp Records den 20 april 1998 i Europa och den 20 augusti samma år i USA.

## Låtlista
Alla låtar är skrivna och komponerade av Marcus Eoin och Mike Sandison. 
| Nr           | Titel                      | Längd |
| ------------ | -------------------------- | ----- |
| 1.           | Wildlife Analysis          | 1:17  |
| 2.           | An Eagle in Your Mind      | 6:23  |
| 3.           | The Color of the Fire      | 1:45  |
| 4.           | Telephasic Workshop        | 6:35  |
| 5.           | Triangles & Rhombuses      | 1:50  |
| 6.           | Sixtyten                   | 5:48  |
| 7.           | Turquoise Hexagon Sun      | 5:07  |
| 8.           | Kaini Industries           | 0:59  |
| 9.           | Bocuma                     | 1:35  |
| 10.          | Roygbiv                    | 2:31  |
| 11.          | Rue the Whirl              | 6:39  |
| 12.          | Aquarius                   | 5:58  |
| 13.          | Olson                      | 1:31  |
| 14.          | Pete Standing Alone        | 6:07  |
| 15.          | Smokes Quantity            | 3:07  |
| 16.          | Open the Light             | 4:25  |
| 17.          | One Very Important Thought | 1:14  |
| Total längd: | Total längd:               | 62:58 |

| 18.          | Happy Cycling | 7:51  |
| Total längd: | Total längd:  | 70:42 |